# Stoczek-Wieś
Stoczek-Wieś – zniesiona wieś w Polsce, od 1996 w granicach Stoczka w województwie mazowieckim, w powiecie węgrowskim.
Dawniej Stoczek podzielony był na dwie części:
- osadę Stoczek-Osada – dawne miasteczko / osada miejska[2] Stoczek o miejskiej zabudowie w rejonie rynku (Placu Wolności);
- wieś Stoczek-Wieś – ulicówka o wiejskiej zabudowie, rozpościerająca się wzdłuż ulicy Wiejskiej, na północ od osady.

Obie miejscowości należały do gminy Stoczek w powiecie węgrowskim. W 1933 roku powstały dwie odrębne gromady w gminie Stoczek:
- Stoczek-Osada – obejmująca osadę Stoczek;
- Stoczek-Wieś – obejmująca wsie Stoczek Włościański, Stoczek Szlachecki i Grabiny.

W 1943 roku Stoczek-Osada liczył 737 mieszkańców a Stoczek-Wieś 586.
W związku z reformą administracyjną kraju, gminę Stoczek zniesiono a obie gromady weszły w skład nowo utworzonej gromady Stoczek.
1 stycznia 1973 w powiecie węgrowskim reaktywowano gminę Stoczek, w skład której weszły Stoczek-Osada i Stoczek-Wieś. W latach 1975–1996 miejscowość należała administracyjnie do województwa siedleckiego.
Odrębność Stoczka-Osady i Stoczka-Wsi przetrwała do 28 marca 1996, kiedy to obie miejscowości zniesiono, tworząc z nich jedną wieś o nazwie Stoczek